# ヤルルン王朝

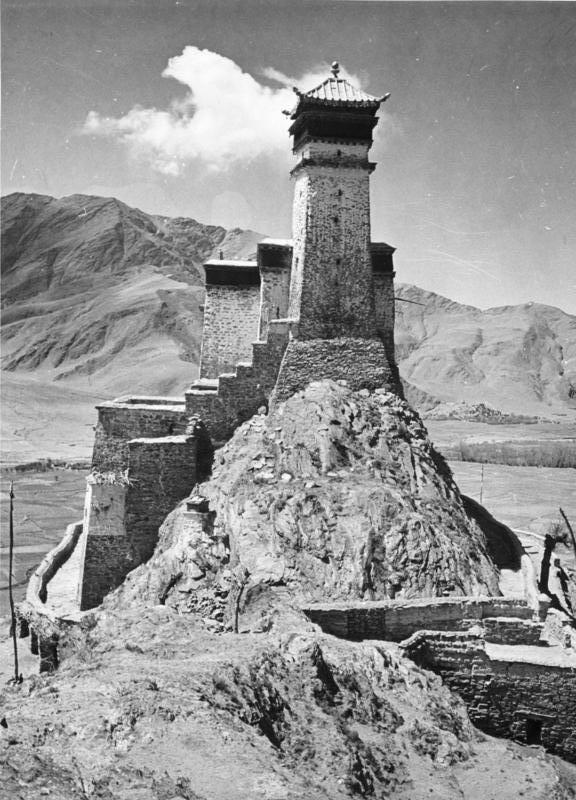
ユンブラカン宮

ヤルルン王朝（チベット語:བོད་ཀྱི་གདོད་མའི་མངའ་མཛད།、英:Pre-Imperial Tibet、或いはYarlung Dynasty of Tibet)は、7世紀の吐蕃帝国成立以前に存在したとされる、原史時代のチベット王朝である。
ヤルルン王朝の26代までの歴代国王は伝説上の存在と考えられ、彼らが実在したかどうかを裏付ける確固たる証拠はない。実際の初期の統治者たちはおそらく（この王朝の名前のもととなった）ヤルルン渓谷の地域での支配者であり、全チベットの皇帝ではなかったと考えられる。
チベットに広く伝わる伝説によれば、紀元前127年に最初のチベット王となるニャーティツェンポ（頸座王）がインドから流離する形で現れる。当時のチベットは40を超える首長が割拠していたが、推戴されたニャーティツェンポはスプギェルのプゥと呼ばれる国家を建国し、最初の王宮となるユンブラカン宮を築き、中央チベットを首長連合体として支配した。ニャーティツェンポより7代までの王は、天から降りてきた縄を登ってこの世から去ったため陵墓はなく、8代目の王ディグムツェンポが臣下に殺された際に最初の陵墓が築かれた。
ニャーティツェンポ以降、28代目のラトトリニェンツェン王までの620年の間に、名前にティの入る7人の王（天の7ティ）、ディグムツェンポとチャティツェンポ（上の２テン）、名前にレクの入る6人の王（間の6レク）、名前にデの入る8人の王（地の8デ）、名前にツェンの入る5人の王（節の5ツェン）が続いた。それぞれの王が何年在位したのかは定かではない。
33代目の王に当たるソンツェン・ガンポが7世紀の初めにチベット高原の統一によって吐蕃を建国したことで、ヤルルン王朝は名実ともにチベットの帝国となった。